# 馮傑 (成化進士)
馮傑（1460年—？），字秀夫，直隸涿鹿左衛人，軍籍，明朝政治人物。

## 生平
涿州學生，順天府鄉試第一百二十七名舉人。成化二十三年（1487年）中式丁未科會試第一百三十二名，三甲第五十九名進士。

## 家族
曾祖馮敬；祖父馮貴；父馮賢，母李氏。具庆下。